# René de Lescazes
Emmanuel Jean René de Lescazes, né le 1er août 1877 à Pau et mort le 3 juin 1951 à Nice, est un général français.

## Biographie
- 1931, Commandant du 1er régiment de spahis algériens[2].
- 1936, Officier général commandant la 5e division de cavalerie[2].
- 1937, il est le premier chef de la 2e division légère mécanique[2].
- 1939, Officier général adjoint au commandant en chef Tunisie[2].

### Hommages
Commandeur de la Légion d'honneur (29 juin 1939), après avoir été fait chevalier en 1916 et officier en 1928.